# Roberto Duque Roquero
Roberto Leonardo Duque Roquero (Ciudad de México, 1973) es un abogado y académico mexicano, experto en democracia y en Derecho Constitucional. Actualmente es académico y profesor de la Universidad Nacional Autónoma de México (UNAM).

## Estudios y docencia
Egresado de la Facultad de Derecho de la UNAM, realizó estudios de posgrado en la Universidad Complutense de Madrid y en la Universidad de Estrasburgo, Francia. Desde 1998 ha sido profesor en diversas universidades: Instituto Tecnológico y de Estudios Superiores de Monterrey, Universidad Autónoma Benito Juárez de Oaxaca, Universidad Anáhuac y Escuela Libre de Derecho de Puebla, entre otras. En la División de Estudios de Posgrado de la UNAM ha impartido las materias Estructura Jurídico-Política del Estado Mexicano, Controles Constitucionales y Derechos Humanos. Ha dictado numerosas conferencias en universidades nacionales y del extranjero.

## Actividad profesional
Promotor del movimiento en contra del voto nulo en México (No te anules), bajo el argumento de que éste beneficia a los partidos mayoritarios a causa de una legislación tramposa y retorcida. Así mismo, en 2015 fundó (junto con Ricardo Raphael) el portal Violómetro Constitucional en el Centro de Investigación y Docencia Económicas (CIDE), sitio web que exhibe en tiempo real las violaciones constitucionales del Poder Legislativo en México.
En el ámbito electoral Duque Roquero ha fungido como especialista internacional por la Organización de los Estados Americanos y es consejero de la Revista Mexicana de Derecho Electoral en el Instituto de Investigaciones Jurídicas de la UNAM. Ha sido asesor en el Instituto Federal Electoral (México). Fue también secretario de estudio y cuenta en la Sala Superior del Tribunal Electoral del Poder Judicial de la Federación, así como director nacional en la misma institución.

## Publicaciones
- La elección al Tribunal. Periódico Reforma, Suplemento “Enfoque”, coautor. (2006)
- Derecho constitucional internacional. Libro Derecho Internacional Público. Ed. Iure. (2006)
- Desacato: crimen sin castigo. Periódico Reforma, Suplemento “Enfoque”, coautor. (2006)
- Derecho de réplica, la burla. Artículo editorial, periódico El Universal. (2009)
- Oralidad; los juicios en México. Libro Constitucionalismo Mexicano. Ed. Porrúa, coautor. (2009)
- La relación del TEPJF con organismos electorales de México. Revista Contexto Electoral. (2010)
- Reelección de diputados locales y ayuntamientos. Revista Folios. Instituto Electoral y de Participación Ciudadana de Jalisco. (2010)
- Reforma Política y Elecciones. Libro Constitucionalizar democratiza. Ed. UNAM-Universidad Carlos III de Madrid-Ed. Porrúa. (2011)
- El ámbito internacional bilateral de la seguridad pública. Libro El marco jurídico de la seguridad pública en México. Ed. Porrúa. (2012)
- El maestro universitario. Libro 80 y más en homenaje a Pedro Ojeda Paullada. Ed. Fundación Miguel Alemán. (2013)
- Sentencias electorales: fundamentación y motivación. Libro Estándares internacionales del justicia electoral. Tribunal Electoral del Distrito Federal. (2014)
- Últimos días. La Silla Rota. (2014)
- Demagogia directa. Borde Político. (2014)
- INE y candidaturas independientes. Libro Alcances y perspectivas de la reforma política para el proceso electoral 2014-2015. Cámara de Diputados y Ed. Miguel Ángel Porrúa. (2014)
- Paradojas electorales. La Silla Rota. (2014)
- Cien años de felicidad. Revista Nexos. (2014)
- El voto nulo: que cambien las reglas. Periódico Excélsior. (2015)
- Control constitucional de las leyes electorales. Revista Mexicana de Derecho Electoral, Instituto de Investigaciones Jurídicas UNAM. (2016)
- De la información reservada, Libro Comentarios a la Ley General de Transparencia y Acceso a la Información Pública, Tirant lo Blanch, coautor (2016)
- ¿Voto adolescente?. Revista Voz y Voto. (2016)